# Sân bay Nagoya

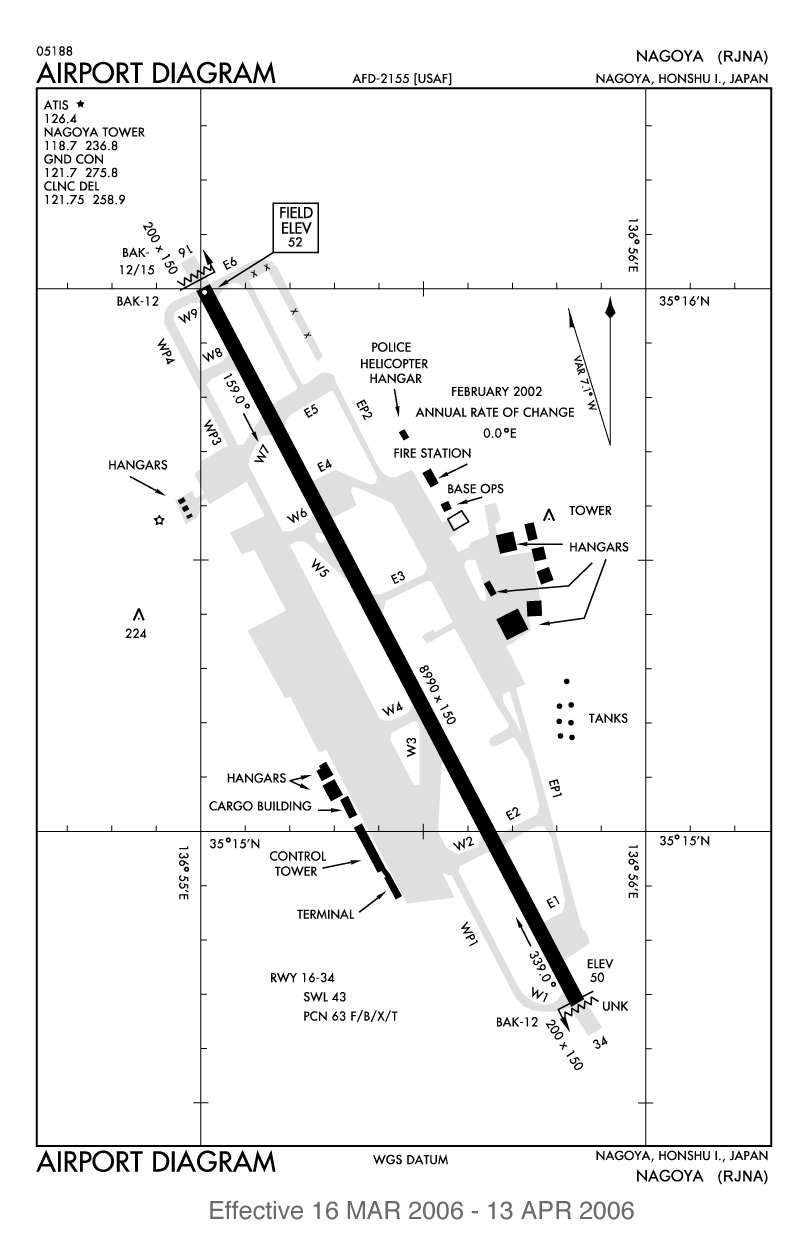
Airport Diagram

Sân bay Nagoya (名古屋飛行場 Nagoya Hikōjō) là một sân bay thuộc các khu vực Toyoyama, Komaki, Kasugai và Nagoya thuộc tỉnh Aichi, Nhật Bản. Đây là sân bay quốc tế và là sân bay hạng hai phục vụ vùng Nagoya. (Sân bay dân dụng quốc tế phục vụ vùng Nagoya là Sân bay quốc tế Chubu ở Tokoname.)

## Các hãng hàng không và điểm đến

### Nội địa
| Hãng hàng không                  | Các điểm đến |
| -------------------------------- | --- |
| Fuji Dream Airlines              | Fukuoka |
| Japan Airlines operated by J-AIR | Akita [ends 28 February], Kochi [ends 26 March], Kumamoto [ends 26 March], Matsuyama [ends 28 February], Niigata [ends 26 March] |